# Eplerenon
Eplerenon – syntetyczny steroid, bloker receptora aldosteronowego stosowany w leczeniu niewydolności serca. Zalecany jest w leczeniu uzupełniającym u pacjentów z dysfunkcją skurczową lewej komory (EF < 40%) i klinicznymi objawami niewydolności serca po przebytym zawale, razem z beta-blokerami. Eplerenon można stosować razem z diuretykami tiazydowymi. Gdy jest stosowany razem z inhibitorem ACE lub sartanem, a także u pacjenta z niewydolnością nerek, powinno się często kontrolować kaliemię. Przeciwwskazaniem do stosowania antagonistów aldosteronu jest hiperkaliemia ≥ 5 mmol/l w surowicy.

## Preparaty w Polsce
W Polsce w 2019 r. dostępny był handlowo pod nazwami Eleveon, Eplenocard, Espiro, Inspra i Nonpres (wszystkie na receptę).